# Marcio Doctor
Marcio Doctor (* 1965 in Buenos Aires) ist ein argentinischer Jazzmusiker (Schlagzeug, Perkussion, Komposition).

## Wirken
Doctor studierte Schlagzeug, Perkussion und Klavier in Buenos Aires. Er vertiefte ethnische Perkussion bei Mark Nauseef, Jamey Haddad, Glen Velez und Trilok Gurtu.
Seit 1995 ist er als Perkussionist Mitglied der NDR-Bigband, mit der er an Produktionen mit Maria Schneider, Al Jarreau, Michael Gibbs, João Bosco, Bill Frisell, Bobby McFerrin, Peter Herborn, Colin Towns, Kenny Wheeler, Pat Metheny, Norbert Stein oder Gebhard Ullmann beteiligt war. Außerdem gehörte er zu dem Ensemble Tango Crash um Porteños Daniel Almada und Martin Iannaccone, mit dem mehrere Alben entstanden.
Weiterhin kam es zu Aufnahmen und Auftritten mit Künstlern wie Carla Bley, den Brecker Brothers, Lalo Schifrin, Cory Henry, Quincy Jones, Joshua Redman, Peter Erskine, Jim Beard & Metropole Orkest, Alon Yavnai, Toto Blanke, der WDR Big Band, Ensemble Absolute und dem NDR Elbphilharmonie Orchester. Auch ist er auf Aufnahmen von Achim Reichel, Udo Lindenberg, Wolfgang Haffner, Stefan Bauer, Mehmet Ergin, Claudio Puntin, Ulita Knaus und ElbtonalPercussion zu hören.
Als Komponist hat er Musik für Radio-Features, Hörspiele und Fernsehdokumentationen geschrieben, aufgeführt und für National Public Radio, KCRW-FM, Radio Ambulante, mehrere ARD-Anstalten, arte oder Canal+ produziert. Weiterhin komponierte er Filmmusik für mehrere Kurz- und Dokumentarfilme, etwa How to Raise the Moon.
Doctor ist zudem Lehrbeauftragter für Jazz Percussion an der Hochschule für Musik und Theater Hamburg.

## Preise und Auszeichnungen
Das Album Some Skunk Funk, an dem Doctor als Solist beteiligt war, wurde als „Best Large Jazz Ensemble Album“ mit dem Grammy Award 2007 ausgezeichnet. 2008 erhielt das Hörspiel Träume von Günter Eich, zu dessen Neufassung er einen Teil der Musik beitrug, den Deutschen Hörspielpreis.

## Diskographische Hinweise
- Peter Bolte, Marcio Doctor Zeitraum (JazzHausMusik 2001)
- Schumann / Schoen / Doctor To This Day (NRW Jazz 2001)
- Randy Brecker with Michael Brecker, Jim Beard, Will Lee, Peter Erskine, Marcio Doctor + The WDR Big Band Köln Conducted by Vince Mendoza Some Skunk Funk (Telarc 2005)
- Restless World (Provocateur Records 2008)